# Per-Protokoll-Analyse
Bei der Per-Protokoll-Analyse (sinngemäß „Analyse gemäß Protokoll, Auswertung gemäß Prüfplan“) handelt es sich um eine Auswertungsmethode der medizinischen Statistik, die vor allem im Rahmen von randomisierten kontrollierten Interventionsstudien Anwendung findet. In der medizinischen Fachliteratur findet sich häufig auch der verkürzte Begriff per Protokoll, oder die verkürzten englischen Begriffe per protocol oder as per protocol.

## Methode
Bei der Per-Protokoll-Analyse werden bei der Auswertung der Daten nur die Ergebnisse derjenigen Probanden berücksichtigt, die sich prüfplankonform verhalten haben, d. h. im engeren Sinne die laut Prüfplan (also Per-Protokoll (englisch per protocol)) zugewiesene Behandlung mit dem Verum bzw. dem Placebo auch tatsächlich erhalten haben. Ergebnisse von Probanden, die – aus welchen Gründen auch immer – vorzeitig aus der Studie ausgeschieden sind, die Intervention (die Medikation, das Verfahren usw.) abgesetzt haben, in eine andere Studiengruppe gewechselt sind oder auf sonstige Weise das Studienprotokoll nicht zur Gänze erfüllt haben, fließen also nicht in die Analyse mit ein.
Der Vorteil dieser Auswertungsmethode besteht darin, dass sich mit ihr das Wirksamkeitspotenzial einer Intervention unter optimalen Bedingungen gut abschätzen lässt. Ein Nachteil ist allerdings, dass hierbei das Randomisierungsprinzip durchbrochen wird, so dass es zu einer statistischen Verzerrung der Ergebnisse (bias) kommen kann, die dann nicht selten zugunsten der Intervention ausfällt.
Aufgrund ihrer Nachteile findet die Per-Protokoll-Analyse vor allem in Interventionsstudien der Phasen-I-bis-II-Anwendung, bei denen zunächst Verträglichkeit, pharmakologische Eigenschaften, therapeutische Wirksamkeit und optimale Dosierung ermittelt werden sollen.
Als Ergänzung oder Alternative einer Per-Protokoll-Analyse ist die Intention-to-treat-Analyse zu nennen. Hierbei werden die Daten aller Probanden ausgewertet, unabhängig davon, ob diese sich prüfplankonform verhalten haben oder nicht.
Bei der As-treated-Analyse handelt es sich um eine Unterart der Per-Protokoll-Analyse. Es werden die Daten all jener Probanden ausgewertet, die die im Rahmen der Studie zu prüfende Intervention bzw. Medikation erhalten haben, unabhängig davon, welcher Studiengruppe sie ursprünglich zugeordnet waren.